# ジャン・プルーヴェ

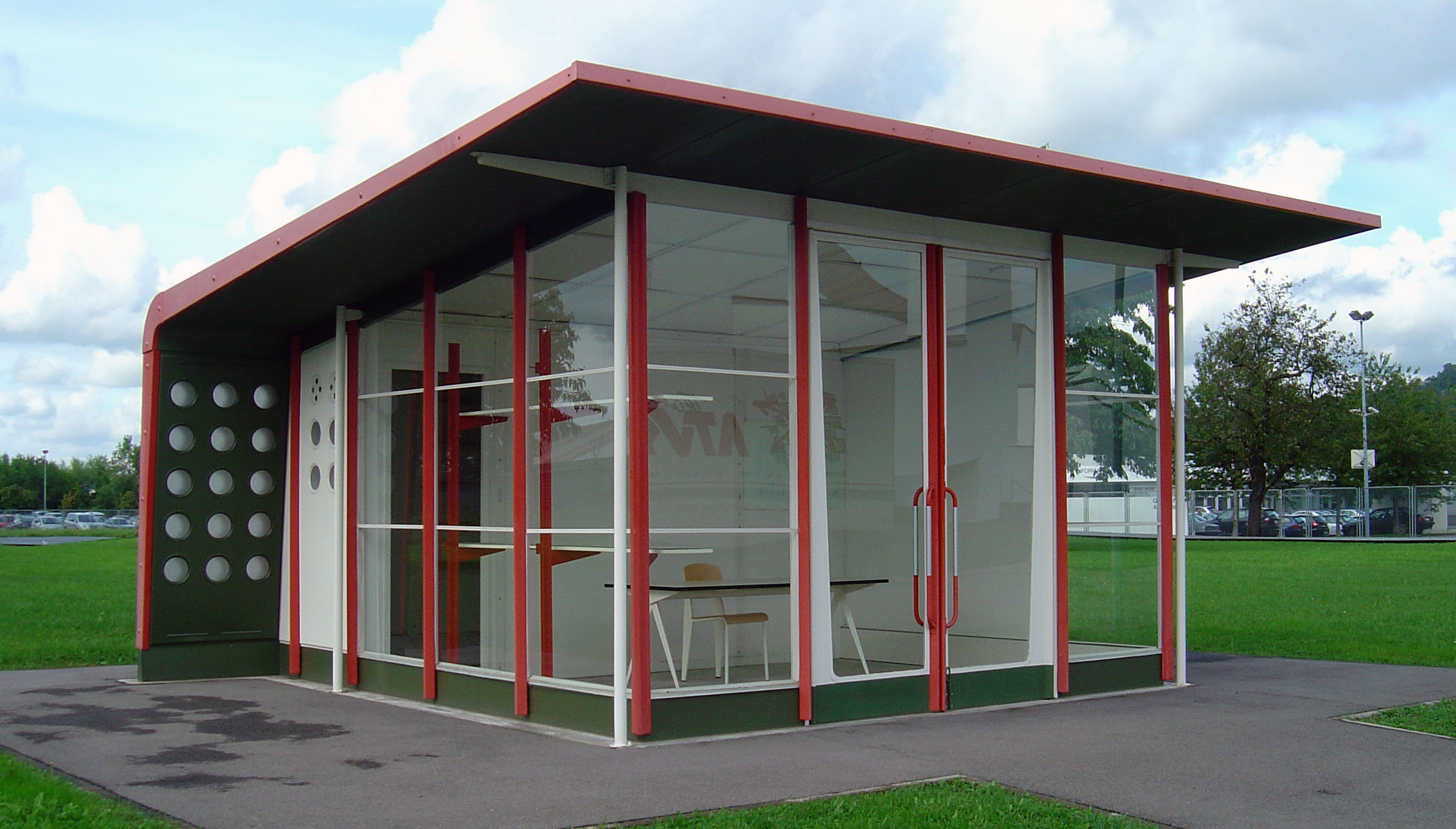
ガソリンスタンド - 1950年代に建てられたもので、2003年にヴィトラ社の敷地内に移築された。

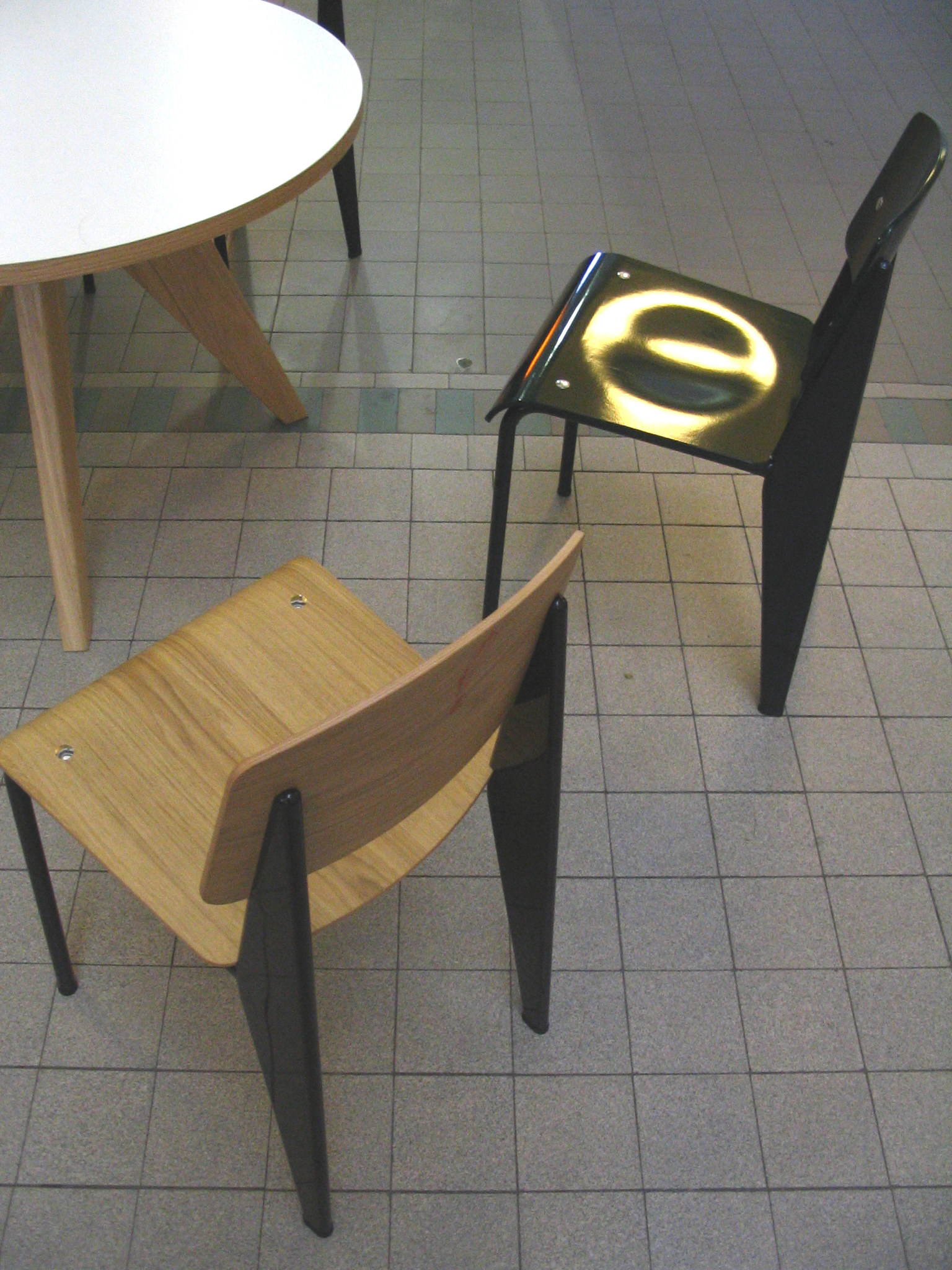
プルーヴェのデザインした椅子（1934年）

ジャン・プルーヴェ（Jean Prouvé, 1901年4月8日 - 1984年3月23日）は、フランスの建築家、デザイナー。建築生産の工業化に大きな役割を果たした。
オリジナルのヴィンテージ家具の中にはオークションで数千万の値段がつくものもざらにあり、世界中のセレブがこぞってコレクションしている、 海外ではブラッド・ピット、マーク・ジェイコブス、国内ではNIGO、TETSUYA(L'Arc-en-Ciel)、前澤友作(株式会社スタートトゥデイ代表取締役社長)等がコレクションしていることでも有名。

## 経歴
ジャン・プルーヴェは1901年、フランス、パリに生まれた。父、ヴィクトール・プルーヴェはナンシー派の工芸家であり、親交があったエミール・ガレは、ジャンの名付け親でもある。母マリー・デュアメルはピアニスト。ジャンは、アール・ヌーヴォーの一大拠点であったナンシーの地で多くの工芸品に囲まれて育つことになる。ジャンが特定の様式にとらわれることはなかったが、「私は芸術家と学者の世界で育ち、その世界は私の心にたくさんの栄養を与えてくれた」という彼自身の言葉が示すように、ナンシー派からの影響は決して小さくはない。
1916年、金属工芸家、エミール・ロベールのもとに弟子入り。その後、アダルベール・サボーの工房に移る。パリの鉄工所で働いたり、騎兵隊への従軍経験などを経た後、1923年に独立。自らの工房・スタジオをナンシーに構え、鉄製のランプやシャンデリア、階段の手摺などの製作・デザインを手掛けた。1925年、父の弟子であった画家、マドレーヌ・ショットと結婚。1927年、ロベール・マレ＝ステヴァンスからレーファンベール（ライフェンベルク）邸の入り口格子のデザイン・制作の依頼を受けたことを契機として、ル・コルビュジエを中心とするサークルと関係を持つようになり、1930年、マレ=ステヴァンス、ル・コルビュジエ、シャルロット・ペリアンらと共に、「ロジックとバランスと純粋性」をマニフェストに掲げる現代芸術家連盟（Union des artistes modernes）の創立メンバーとなる。
1931年、義兄アンドレ・スコットと共同で、アトリエ・ジャン・プルーヴェを開設。工作機械を大量に購入。ナンシー大学に家具やドアを納めている。フランスの建築家ウジェーヌ・ボードゥアン、マルセル・ロッドらとの共作で、初期の代表作である建築作品、クリシー人民の家を手掛ける。1937年のパリ万博には、ル・コルビュジェやピエール・ジャンヌレと共同製作したバスルームを出品した。
戦時中は、レジスタンス運動に積極的に関わった。その政治活動は広く知られるところであり、1944年にはナンシー市長に選出された。他にも解放後諮問会議や、技術教育部門監査員など、公的な役職を歴任している。
1947年、ナンシー郊外のマクセヴィルに新工場を開設。家具の製造を続けると共に、建築部材としてのアルミの可能性を追求する。アルミ製のプレファブ小屋を何百棟も製造し、アフリカに送付した。マクセヴィルの工場の株主となったフランスアルミニウム公社と衝突し、組織再編とともに工場を去ることになる。
1957年、ジャン・プルーヴェ建設を設立。パリに活動拠点を移し、Conservatoire National des Arts et Metiersにて13年の間、教職にも就いた。1971年、パリ、ポンピドゥー・センターの国際設計コンペにおいて審査委員長を務め、リチャード・ロジャースとレンゾ・ピアノによる案を一等に選出する。
1984年3月23日、故郷であるナンシーにて息を引き取った。82歳であった。

## 作品の特徴

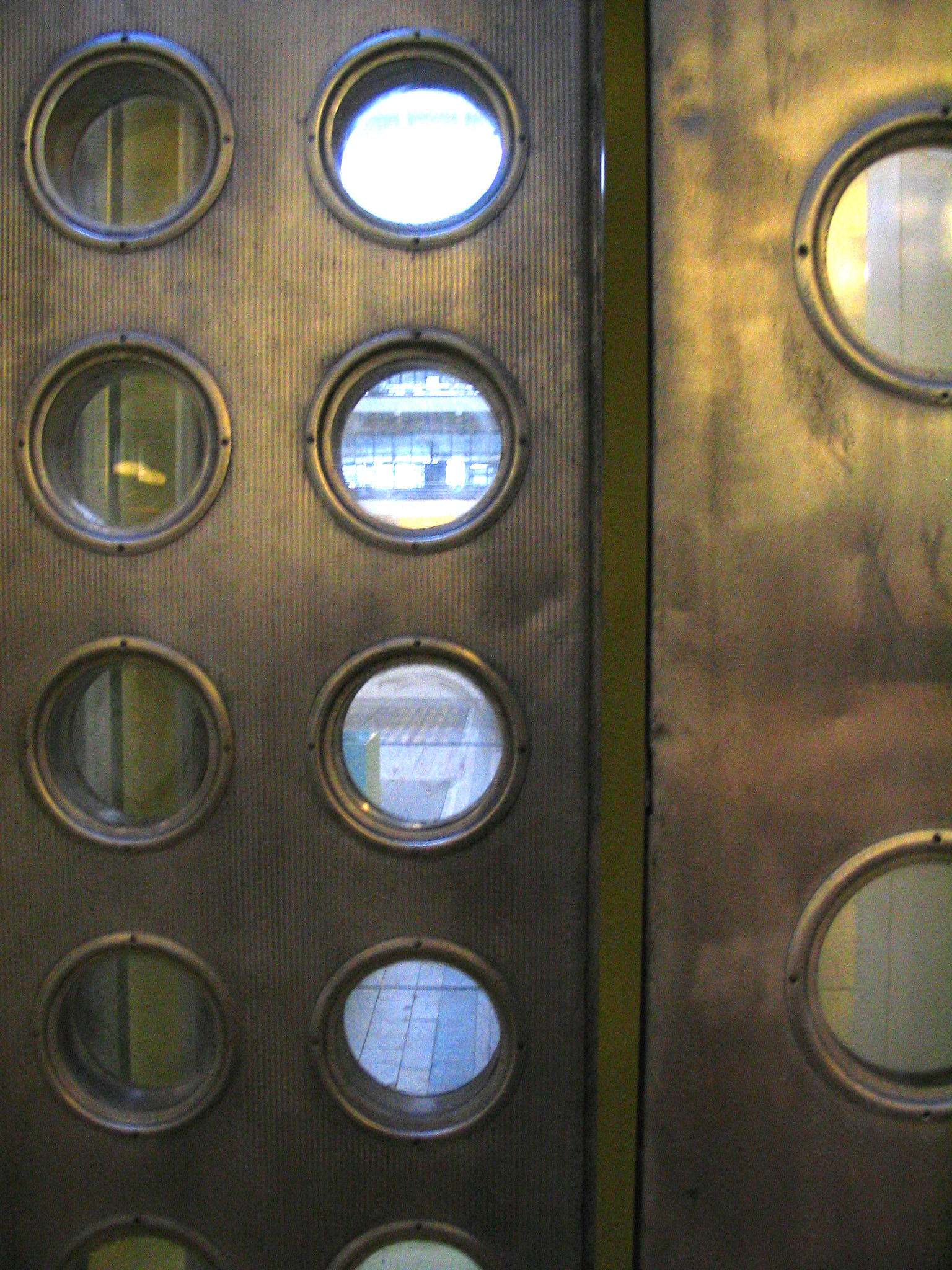
メゾン・トロピカルのファサード

ナンシー派は、工芸の世界に合理的産業化の考え方を持ち込み、芸術と工業の融合をはかったとされるが、金属工芸の世界からその経歴をスタートさせた作品の初期には、ナンシー派とそれに続くアール・ヌーヴォーの影響が垣間見え、手作りの工芸品から家具、建築へと、その作品の規模を発展させていった作品への取り組み方や思想は、規模が大きくなろうと変わることはなく、プルーヴェはこれを家具、建築にまで応用している。
建築家の資格を持たず、そのためか自らを建築家（architecte）ではなく建設家（constructeur）と呼んだプルーヴェは、スケッチをする際、全体像からではなく、柱や梁のディテールから描き始めたと言う。また、「建築家のオフィスの所在地が部材製造工場以外の場所にあることは考えられない」という言葉にも、プルーヴェのものづくりに対する哲学を読みとることができる。思想を持っていたプルーヴェにとっては、建築は「静的」なものとして捉えていない。
スチールパネルによる可動間仕切りにおいては特許を取得し、クリシー人民の家では、可動式の床、トップライト、壁パネルを採用している。パリ・モザール広場のアパルトマンでは、アルミパネルを動かすことによって、雨戸になり、庇にもなるファサードをデザインする。アルミニウム100周年パビリオンは、最初にセーヌ川のほとりに建てられて以降、これまで4回も移動し、建て直されているが、「分解し、持ち運ぶ」ことができる家具を多く残したプルーヴェにとっては、建築もその延長線上に置くことのできるものとしてデザインしている。このように、プレファブリケーションの実践にいち早く取り組んだ人物の一人でもある。プレファブ住宅「シックス・バイ・シックス」では、幅1メートルのパネルを1辺6枚ずつはめ込む作業を、6人の男性が6時間で組み立てられる、という意味も持たせていた。こうしたプレファブ建築は政府にも採用され、戦時中1939年には陸軍のために800棟を、また1944年にはロレーヌ地方ヴォージュ県に避難民のための住宅約100棟を供給、1954年にマクセヴィルの工場に散在していたパネルを買い取って建てた自宅兼アトリエも、プレファブである。モジュールを用いた建築システムの指向が、このようなプレファブパネルの利用を可能にしたといえ、1956年にアベ・ピエール神父のためにセーヌ河畔に建てた住宅は、同じくモジュールに大きな関心を示しモデュロールの語を生み出したル・コルビュジェをして、「世界で最も美しい家」と絶賛せしめた。
工場で部品を生産し、現場では装着のみを行うという考え方は、現在のカーテンウォールをはじめとする建築部品のあり方に大きな影響を与えている。のみならず、パネル取付用ファスナーや、ガスケット等の部品同士の取り合い部分をはじめとする各種の技術開発にも、大きな功績を残した。
また、アルミを建築材料として採用した先駆的な例でもある。アルミの折り曲げ加工、アルミパネルの製造をはじめ、彼自身の工房において開発された技術がこれを実用化させるに至った。また、ポルティーク（門型フレーム）、ベッキーユ（杖型）、シェル型という3つの架構形式を自ら考案するなど、家具製作から得た技術を応用した建築作品は、非常に「軽い」印象を生み出している。こうした先取的な技術を組み合わせたプルーヴェは、レンゾ・ピアノ、ノーマン・フォスター、ジャン・ヌーヴェルら、ハイテク建築とよばれる作品を多く世に送り出している現代建築家たちに、師と仰がれる存在である。

## 主な作品

### 家具
- フォールディング・チェア（1929年）
- スタンダード・チェア（1934年）
- グラニポリ・テーブル（1939年頃）
- ホール・チェア（1952年）

### 建築
- ビアンクール市市庁舎内装（1931-1934年、J・ドゥバ＝ポンサン、トニー・ガルニエらと協働）
- クリシー人民の家（1939年　クリシー、ウジェーヌ・ボードゥアンおよびマルセル・ロッドとの協働）
- パリ天文台子午線室（1948-1951年、アンドレ・レモンデとの協働）
- ムードンの工業化住宅（1949年、1953年　ムードン、アンドレ・シヴおよびアンリ・プルーヴェとの協働）
- リールの展示場（1951年、リール）
- ガイゼンドルフ公園の学校（1952-1963年、ジュネーヴ、スイス）
- モザール広場のアパルトマンのファサード（1953年　パリ、リオネル・ミラボーとの協働）
- マム印刷所（1954年、トゥール、工業建築大賞）
- 自邸（1954年　ナンシー）
- アルミニウム100年記念パビリオン（1954年　パリ、アンリ・ユゴネおよびアルマン・コピエンヌとの協働。分解と移築・再建を繰り返した後、1993年に歴史モニュメントに指定され、2000年、ヴィルパント(Villepinte)に全長150メートル中90メートルが再建された）
- アベ・ピエール邸（1956年　パリ）
- エヴィアンの水飲み場（1956年、エヴィアン＝レ＝バン、モーリス・ノヴァリナおよびセルジュ・ケトフとの協働）
- CNIT(新産業技術センターCentre des nouvelles industries et technologies)のファサード（1958年、ラ・デファンス、ロベール＝エドゥアール・カムロおよびベルナール・ゼルフュスとの協働）
- ノーベル・タワー（1966年、ラ・デファンス、ジャン・ド・マユィおよびジャック・ドゥピュセとの協働）
- グルノーブルの展示場（1967年、グルノーブル、クロード・プルーヴェとの協働）
- トタル社のガソリンスタンド（1968年）
- フランス共産党本部（1970年、パリ19区、オスカー・ニーマイヤーとの協働）
- ロッテルダム医科大学